# Samarra
Samarra (in arabo سامرّاء‎?, Sāmarrā') è un'antica città dell'Iraq di circa 70 000 abitanti del governatorato di Baghdad. È situata sulla riva est del Tigri, a 100 km circa dalla capitale.

## Storia
Il sito è antichissimo: gli scavi archeologici, condotti dall'architetto francese Henri Viollet, fra il 1907 e il 1909, e da Ernst Herzfeld in due fasi, nel 1911 e nel 1913, hanno attestato fin dal 5500 a.C. la produzione di ceramiche con coppe larghe ed aperte con decorazioni molto eleganti e la comparsa delle prime conoscenze metallurgiche (rame).

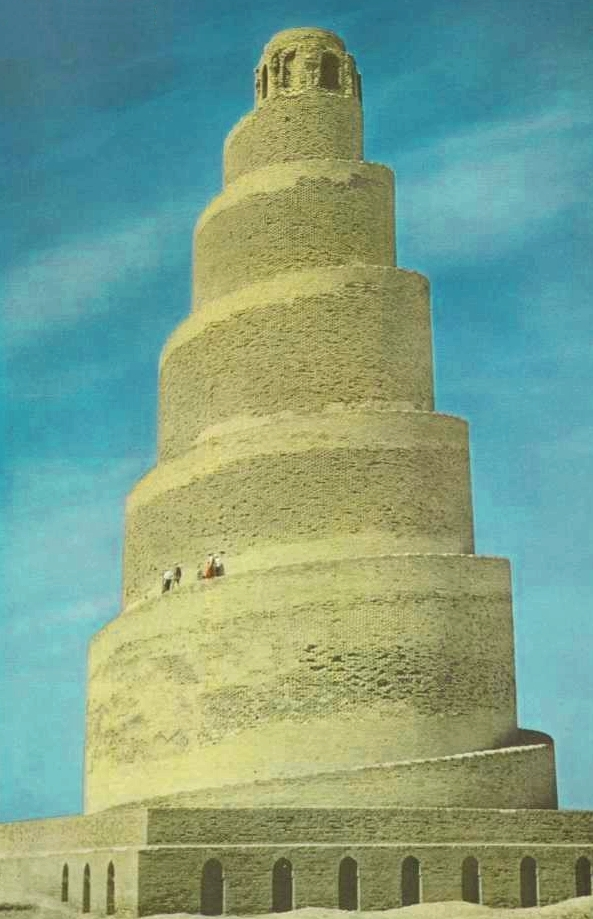
Il minareto a spirale, chiamato Malwiyya

Nel 690 a.C. il re assiro Sennacherib vi costruì una fortezza; la città era chiamata Sur-marrati, un nome di origine aramaica.
Nell'835, nel corso del califfato abbaside il califfo al-Muʿtaṣim decise di renderla sua capitale. Vi si trasferì con le sue nuove truppe "turche" abbandonando la vecchia capitale di Baghdād, dove i suoi soldati avevano creato gravi problemi alla popolazione.
La costruzione della nuova capitale coinvolse migliaia di artigiani e i costi delle pure strutture palaziali e degli ornamenti esterni assommarono, a dire di Yāqūt, a circa 204 milioni di dīnār: una cifra sbalorditiva anche per le ricche casse dello Stato abbaside.
Sāmarrāʾ rimase capitale califfale fino all'892, quando il califfo al-Muʿtaḍid decise di tornare a Baghdād. In seguito fu devastata dai Mongoli, perse metà dei suoi abitanti, e sopravvisse solo grazie ai pellegrini sciiti.
La città fu una delle più sontuose metropoli dell'intero emisfero boreale e ospitò la più vasta moschea che il mondo islamico abbia mai conosciuto, chiamata la Grande Moschea del Venerdì. Ricoperta da maioliche smaltate, fiancheggiata da 44 torri, era circondata da mura larghe 260 metri per 160. Di essa rimangono oggi le sole mura esterne che hanno uno spessore di circa 3 metri e il gigantesco minareto, detto Malwiyya ovvero la spirale, splendida metafora architettonica per indicare la forma a spirale ispirata alla ziggurat mesopotamica. Il diametro alla base è di 33 metri e si restringe a mano a mano che si sale verso i 52 metri di altezza. La tradizione vuole che, quando fu ultimata, il Califfo al-Muʿtasim salì sulla sommità in groppa ad un asino bianco. Al minareto di Sāmarrāʾ è ispirato quello della moschea di Ibn Ṭūlūn al Cairo. In prossimità del corso del fiume Tigri, sorgeva il palazzo del Jawsaq al-Khāqānī (il Palazzo di Khāqān),: residenza del califfo, di cui rimangono solo tre grandi porte.

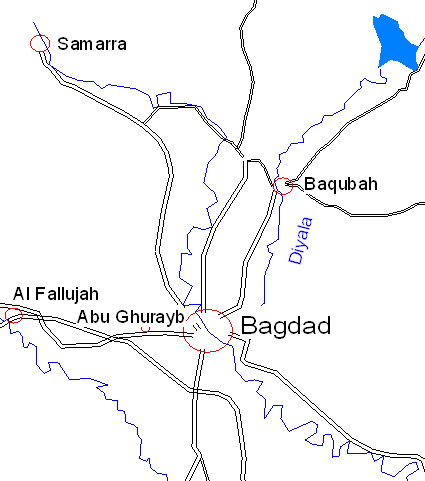
Mappa con la localizzazione di Samarra

A Samarra si trova anche la moschea al-'Askari uno dei siti più sacri per gli sciiti, dove sono custodite le tombe di due dei 12 Imam più venerati dagli sciiti duodecimani, ʿAli al-Hādī e il figlio di questi Hasan al-ʿAskarī, detto "l'integerrimo", morto nell'873. Per visitare il luogo in cui riposano le loro spoglie, i fedeli vi si recano in pellegrinaggio, da tutto il mondo.
La cupola del santuario, ricoperta da 62 lastre d'oro, è stata gravemente danneggiata da un attentato il 22 febbraio 2006 mentre i due minareti, già fortemente compromessi, sono crollati nel giugno del 2007.